# Де Роберти, Николай Александрович
Николай Александрович де Роберти (1878—193X) — русский офицер (полковник), участник русско-японской, Первой мировой войны Белого движения во время гражданской войны в России.

## Биография
Сын генерал-майора Александра Валентиновича де Роберти (род. 1851).
Окончил Тифлисский кадетский корпус (1898), Константиновское артиллерийское училище (1900) и Императорскую Николаевскую военную академию (1911; по 1-му разряду). В службу вступил 1 сентября 1898 года.
Участник русско-японской войны в чине поручика.
Штабс-капитан (09.08.1907). В 1911 году окончил Императорскую Николаевскую военную академию. Капитан (07.05.1911).
Ст. адъютант штаба 21-й пехотной дивизии (26.11.1913-18.06.1914).
Помощник ст. адъютанта штаба Кавказского ВО (с 18.06.1914). Ст. адъютант штаба Кавказского ВО, начальник отделения ген-кварт. штаба того же округа. И.д. штаб-офицера для поручений при Главнокомандующем Кавказской армией. И.д. помощника начальника отделения управления генерал-квартирмейстера штаба Кавказской армии (с 25.06.1915). Подполковник (10.04.1916). Награждён Георгиевским оружием (ВП 15.05.1916).
И.д. начальника отделения упр. генерал-кварт. штаба Кавказской армии (с 09.05.1916; на 03.01.1917 в должности; на 30.07.1917 в той же должности в штабе Кавказского фронта).
Полковник (15.08.1917). И.д. начальника штаба 39-й пехотной дивизии (с 21.10.1917).
В конце августа 1918 года прибыл по мобилизации в Екатеринодар, служил начальником штаба Черноморского губернатора А. П. Кутепова. С конца января 1919 по 22 июля 1919 — начальник штаба 1-й пехотной дивизии Добровольческой армии в чине полковника. В июне-июле 1919 года был под судом, но осуждён не был.
Весной 1920 года отказался от эвакуации в Крым и остался в Новороссийске. После прихода Красной армии прошёл в Новороссийске регистрацию бывших офицеров и в апреле 1920 года командирован в Екатеринодар в Особый отдел 9-й армии РККА. 11 июня 1919 года отправлен в Москву, где был арестован и заключён в Бутырскую тюрьму. К 1 марта 1922 года передан на особый учёт в МВО. Штатный преподаватель тактики школы Красных Коммунаров. С 11 апреля 1922 года в распоряжении ГУВУЗ-а. В 1920-1930-е годы был агентом ОГПУ, однако сообщил белой эмиграции о возможности похищения главы РОВС генерала А. П. Кутепова. Расстрелян в середине 1930-х гг.

## Награды
- орден Св. Станислава 3-й степени с мечами и бантом (1904)
- орден Св. Анны 3-й степени с мечами и бантом (1905)
- орден Св. Владимира 4-й степени с мечами и бантом (1907)
- орден Св. Анны 2-й степени (01.02.1916)
- Георгиевское оружие (ВП 15.05.1916)